# 2022年马耳他大选
马耳他于2022年3月26日举行大选，为众议院选举67名议员。2017年马耳他大选后，自2013年一直在马耳他掌权的工党保留了在众议院的多数席位，约瑟夫·马斯喀特继续担任总理。马斯喀特于2020年1月辞职，由罗伯特·阿贝拉继任。同年，伯纳德·格雷奇成为国民党党魁。
总共有六个政党在大选中推举了候选人。此次大选的竞选时期被认为是近几十年来最平静的选举时期。与民意调查显示的工党将再次获得滑坡式胜利的结果相符，工党保留了多数席位。

## 背景

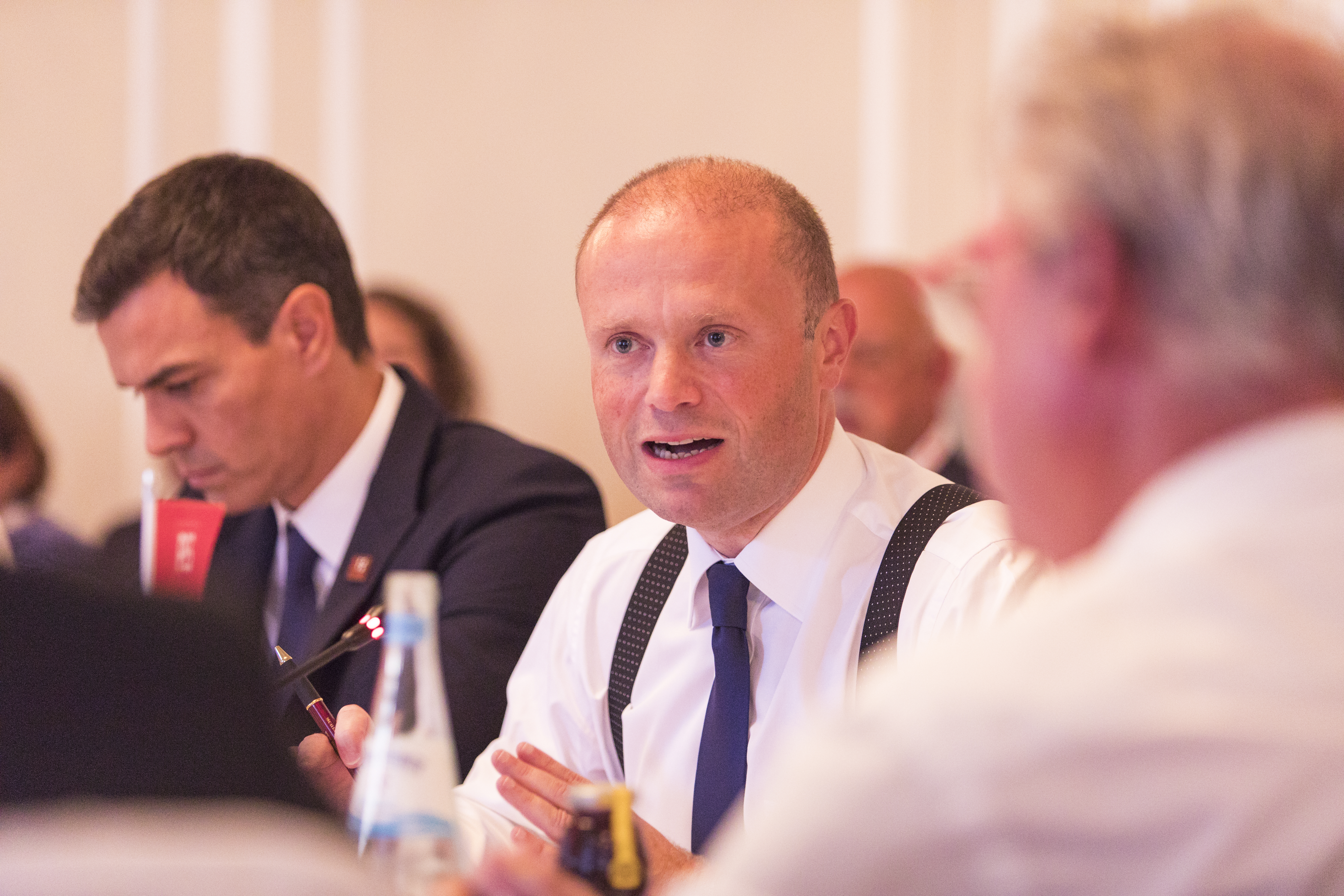
约瑟夫·马斯喀特从2013年起担任马耳他总理，后于2020年辞职。

上一次选举于2017年6月举行，自2013年以来一直执政的工党获得了58%的普选票，并在众议院67个席位中赢得了37个席位。尽管自2013年以来一直担任马耳他总理的约瑟夫·马斯喀特被指控为腐败，但工党政府的信心在这次选举后重燃。选举结束后，西蒙·布苏蒂尔辞去了国民党领袖的职务，取而代之的是阿德里安·迪利亚。一作家和反腐败活动家达芙妮·卡鲁阿娜·加里齐亚家在巴拿马文件泄露事件中被点名后揭露了两名工党政治家的腐败行为后，于2017年10月在汽车炸弹袭击中被暗杀。暗杀最终演变成一场政治危机，并在2019年达到顶峰。随后，在马耳他和马耳他侨民中爆发了大规模抗议活动。斯喀特于2019年12月宣布辞职，并于次月生效。他作为后座议员留在众议院，亦于2020年10月辞职。

## 开始
经过多方猜测，阿贝拉于2022年2月20日宣布了准确选举日期，选举定于3月26日举行。当天上午，在阿贝拉的建议下，乔治·维拉总统解散了众议院。

## 政党
下表列出了2017年大选后在众议院有席位的政党。
| 政党   | 意识形态       | 政治立场 | 候选人        | 2017年成绩 | 2017年成绩 |
| 政党   | 意识形态       | 政治立场 | 候选人        | 支持率     | 席位       |
| ------ | -------------- | -------- | ------------- | ---------- | ---------- |
| 工党   | 社会民主主义   | 中间偏左 | 罗伯特·阿贝拉 | 55.04%     | 37席       |
| 国民党 | 基督教民主主义 | 中间     | 伯纳德·格雷奇 | 43.68%     | 30席       |

|        |      |
| 政黨   | 席位 |
| 工党   | 36   |
| 国民党 | 28   |
| 无党派 | 3    |

### 参选政党
| 名称       | 成立 | 领导人             | 主要意识形态   | 政治立场 |
| ---------- | ---- | ------------------ | -------------- | -------- |
| 工党       | 1920 | 罗伯特·阿贝拉      | 社會民主主義   | 中間偏左 |
| 国民党     | 1926 | 伯纳德·格雷奇      | 基督教民主主義 | 中間偏右 |
| AD+PD      | 2020 | 卡梅尔·卡科帕多    | 绿色政治       | 中左     |
| 人民党     | 2020 | 保罗·所罗门        | 右翼民粹主义   | 极右     |
| 伏特马耳他 | 2021 | 阿纳斯·拉西斯      | 进步主义       | 中间     |
| ABBA       | 2021 | 伊万·格雷奇·明托夫 | 基督教右翼     | 右翼     |

### 口号
| 政党       | 马耳他语口号 | 中文翻译             | 参考          |
| ---------- | ------------ | -------------------- | ------------- |
| 工党       |              | 一起建设马耳他       | [ 19 ] [ 20 ] |
| 国民党     |              | 和你建设马耳他       | [ 19 ] [ 21 ] |
| AD+PD      |              | 绿色更干净           | [ 22 ]        |
| 伏特马耳他 |              | 投票更好。投票伏特。 | [ 23 ]        |

## 结果
投票站于07:00至22:00开放，共有355,075名公民在大选中有投票权。据报道，截至14:00的投票率为44.8%，比2017年低8%。根据马耳他选举委员会的数据，共有304,050名公民投票，创造了自从1955年以来的最低投票率记录。